# Kamenica (Pantelej)
Kamenica (em cirílico: Каменица) é uma vila da Sérvia localizada no município de Pantelej, pertencente ao distrito de Nišava, na região de Ponišavlje. A sua população era de 3700 habitantes segundo o censo de 2011.

## Demografia
| 1948 | 1953 | 1961 | 1971 | 1981 | 1991 | 2002 | 2011 |
| ---- | ---- | ---- | ---- | ---- | ---- | ---- | ---- |
| 2044 | 2006 | 1911 | 1530 | 1050 | 900  | 1651 | 3700 |